# Hidden Valley Raceway
De Hidden Valley Raceway is een racecircuit bij Darwin, Australië. Het circuit wordt gebruikt voor V8 Supercars races.